# Anaspis maroccana
Anaspis maroccana là một loài bọ cánh cứng trong họ Scraptiidae. Loài này được Fleischer miêu tả khoa học năm 1909.